# Böhme
Böhme település Németországban, azon belül Alsó-Szászország tartományban. Lakosainak száma 943 fő (2023. december 31.). Böhme Häuslingen és Walsrode községekkel határos.

## Népesség
A település népességének változása:
| Lakosok száma | 898  | 924  | 915  | 921  | 919  | 937  | 943  |
|               | 2014 | 2016 | 2017 | 2019 | 2021 | 2022 | 2023 |